# Uleanivka, Mlîniv
Uleanivka (în ucraineană Улянівка) este un sat în comuna Vladîslavivka din raionul Mlîniv, regiunea Rivne, Ucraina.

## Demografie
Componența lingvistică a localității Uleanivka
     Ucraineană (98,53%)
     Rusă (1,47%)
Conform recensământului din 2001, majoritatea populației localității Uleanivka era vorbitoare de ucraineană (98,53%), existând în minoritate și vorbitori de rusă (1,47%).